# Chiquitita
Chiquitita ist ein Popsong der schwedischen Band ABBA aus dem Jahr 1979. Die Ballade wurde von Benny Andersson und Björn Ulvaeus geschrieben, die Lead Vocals übernahm Agnetha Fältskog. Das Stück erschien im Januar 1979 mit der B-Seite Lovelight als Single und wurde zu einem bedeutenden Erfolg für die Gruppe. Der Text handelt von der Aufmunterung einer nahestehenden Freundin, die über den Kummer einer verlorenen Liebe hinwegzukommen versucht.
Der Titel des Liedes ist Spanisch und bedeutet so viel wie „(Meine) Kleine“. Mit der spanischen Version von Chiquitita begründete ABBA ihren Erfolg in den spanischsprachigen Ländern, insbesondere in Spanien, Argentinien und Mexiko. Dem folgten 1980 weitere ABBA-Songs mit spanischen Texten sowie das Album Gracias por la música.

## Entstehung und Veröffentlichung

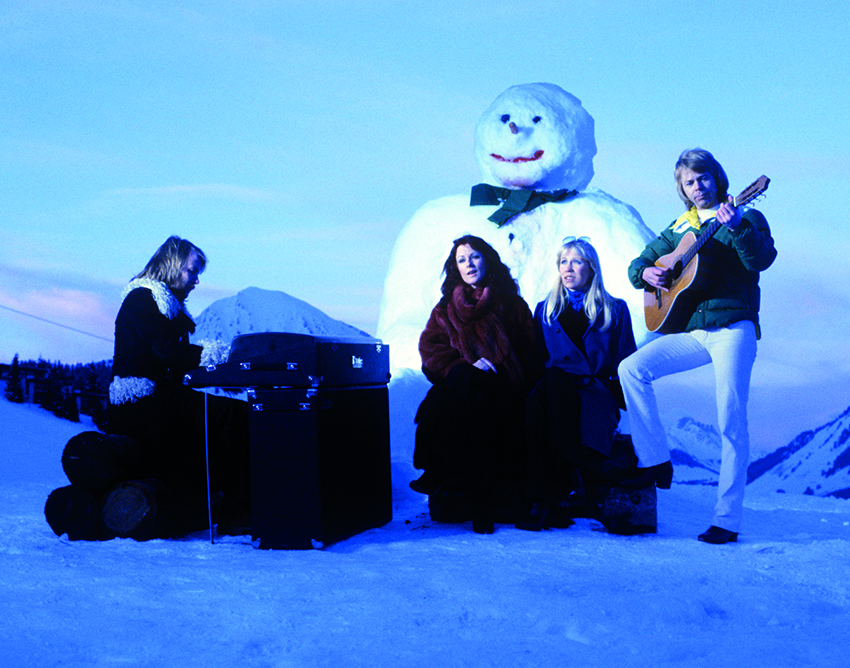
Dreh des Musikvideos Chiquitita in der Schweiz, 1979

Die ersten Aufnahmen für Chiquitita fanden am 4. und 5. Dezember 1978 in den Polar Music Studios in Stockholm statt. Unter dem Arbeitstitel Kålsupare, der vom Toningenieur Michael B. Tretow stammte, wurden erste Takes gemacht, die noch eher in Richtung Rocksong gingen. Bald wurde entschieden, das neue Stück anders aufzuziehen und eine Ballade daraus zu machen. Unter dem Arbeitstitel In the Arms of Rosalita wurden die Arbeiten weitergeführt. Obwohl das neue Lied bis zum Ende mitsamt den Gesangsparts der Bandmitglieder aufgenommen wurde, entschied man schließlich, es mit einem anderen Text und einer anderen Struktur erneut zu versuchen. In der 1999 produzierten Dokumentation The Winner Takes It All – Die ABBA-Story sind kurze Auszüge aus In the Arms of Rosalita zu hören.
Der Backing Track dieses Stücks wurde anschließend als Grundlage für eine neue Version verwendet, deren Aufnahmen zwischen 13. und 21. Dezember 1978 stattfanden. Arbeitstitel waren Kålsupare II und Three Wise Guys. Inspiriert wurden die Musiker dabei u. a. von El cóndor pasa, das 1970 durch Simon & Garfunkel weltbekannt geworden war. Der neue Text, den Björn Ulvaeus darauffolgend schrieb, hatte zunächst den Titel Chiquitita Angelina, ehe er überarbeitet wurde und seine letztendliche Form bekam. Da ABBA bis zu diesem Zeitpunkt in spanischsprachigen Ländern kaum erfolgreich war, schlug Buddy McCluskey von RCA Records in Argentinien vor, einen ABBA-Song in spanischer Sprache aufzunehmen. Er selbst schrieb zusammen mit seiner Frau Mary McCluskey den Text. Die spanische Version von Chiquitita wurde am 8. März 1979 aufgenommen.
Am 8. Januar 1979 stellte ABBA den Song bei einem UNICEF-Benefizkonzert als Beitrag für das „Internationale Jahr des Kindes der Vereinten Nationen 1979“ in der General Assembly Hall of the United Nations in New York City vor. Am 16. Januar 1979 wurde der Song als Single veröffentlicht. Die Einnahmen der Single spendeten ABBA an UNICEF. Bis heute werden alle Einnahmen, die das Lied einspielt, an UNICEF weitergeleitet, die seither auch Inhaber der Lizenzrechte an diesem Lied ist. In den USA wurde die Single durch Atlantic Records erst im November veröffentlicht.
Am 14. Februar 1979 begab sich die Gruppe für einige Tage in die Schweiz, um das Fernsehspecial ABBA in Switzerland zu drehen. Neben Skiaufnahmen und Interviews drehte die Gruppe am Nachmittag des 15. Februars ein Musikvideo zu Chiquitita, das von Kameraleuten der BBC gefilmt wurde. Es ist eines der wenigen Videos von ABBA, bei denen nicht Lasse Hallström Regie führte. Vor der Kulisse des großen Schneemanns traten am selben Tag auch die Jackson Five auf. Warum der Schneemann zur Kulisse wurde, ist nicht bekannt. Das Special ist auf der Deluxe-Edition des Albums Voulez-Vous enthalten.

## Kommerzieller Erfolg

### Chartplatzierungen
Die Single erreichte die Chartspitze in der Schweiz, Belgien, den Niederlanden, Irland, Spanien, Neuseeland, Finnland, Portugal, Südafrika, Simbabwe, Argentinien, Mexiko und Costa Rica.
In Großbritannien konnte die Single als erste seit Take a Chance on Me auf Platz 2 und damit wieder in die Top 3 aufsteigen, so dass sie für 575.000 Stück die Goldene Schallplatte bekam. Außerdem erreichte Chiquitita die Top Five in Deutschland und ebenso als erste ABBA-Single seit mehr als zwei Jahren in Australien. In Spanien erhielt die englische Version eine Gold-Auszeichnung für 100.000 verkaufte Stück.
Die spanische Singleauskopplung erwies sich in vielen spanischsprachigen Ländern als sehr erfolgreich. So konnte die englische Version in Argentinien Platz 7 erreichen und sich 25.000 Mal verkaufen, während die spanische Single an die Chartspitze gelangte und 500.000 Exemplare absetzte. Aber auch in Kolumbien, Venezuela, Uruguay, Panama, Costa Rica und El Salvador wurde Chiquitita in der spanischen Version zum Hit. Sie verkaufte  sich jeweils 75.000 Mal in Chile und Ecuador. In Mexiko belegte sie 30 Wochen die Spitze der spanischsprachigen Singlecharts und verkaufte sich gemeinsam mit der englischen Fassung 450.000 Mal.
| ChartsChartplatzierungen       | Höchstplatzierung | Wochen |
| ------------------------------ | ----------------- | ------ |
| Deutschland (GfK)              | 3 (26 Wo.)        | 26     |
| Österreich (Ö3)                | 6 (16 Wo.)        | 16     |
| Schweden (GLF)                 | 2 (24 Wo.)        | 24     |
| Schweiz (IFPI)                 | 1 (15 Wo.)        | 15     |
| Vereinigte Staaten (Billboard) | 29 (12 Wo.)       | 12     |
| Vereinigtes Königreich (OCC)   | 2 (9 Wo.)         | 9      |

| ChartsJahrescharts (1979) | Platzierung |
| ------------------------- | ----------- |
| Deutschland (GfK)         | 8           |
| Österreich (Ö3)           | 24          |
| Schweiz (IFPI)            | 9           |

### Auszeichnungen für Musikverkäufe
| Land/Region                  | Auszeichnungen für Musikverkäufe (Land/Region, Auszeichnung, Verkäufe) | Verkäufe  |
| ---------------------------- | ---------------------------------------------------------------------- | --------- |
| Argentinien (CAPIF)          | —                                                                      | 700.000   |
| Dänemark (IFPI)              | Gold                                                                   | 45.000    |
| Irland (IRMA)                | Gold                                                                   | 50.000    |
| Mexiko (AMPROFON)            | —                                                                      | 500.000   |
| Neuseeland (RMNZ)            | Platin                                                                 | 30.000    |
| Niederlande (NVPI)           | Gold                                                                   | 100.000   |
| Spanien (Promusicae)         | Gold                                                                   | 30.000    |
| Vereinigtes Königreich (BPI) | Platin                                                                 | 600.000   |
| Insgesamt                    | 4× Gold · 2× Platin ·                                                  | 2.055.000 |

Hauptartikel: ABBA/Auszeichnungen für Musikverkäufe

## Coverversionen
Die spanische Sängerin Amaia Montero erreichte 2010 mit ihrer Version des Songs den ersten Platz der spanischen Charts.